# محمد صالح الدخيل
محمد صالح الدخيل، لاعب كرة قدم بحريني.
وقد كان يلعب مع نادي المحرق.
وقد لعب مع منتخب البحرين لكرة القدم.

## كأس الخليج 1996
وقد سجل هدف في مرمى منتخب الإمارات لكرة القدم، وقد سجل هدف في مرمى منتخب عمان لكرة القدم.